# Combat Cars
| Combat Cars                              | Combat Cars                                                                                                   |
| ---------------------------------------- | --- |
| Produktserie:                            | Brädspel |
| Utgivare:                                | Äventyrsspel                                                                                                  |
| Utgivningsår:                            | 1986 |
| Konstruktör:                             | Ian Livingstone, Gary Chalk                                                                                   |
| Översättning, redigering och utveckling: | Anders Blixt, Fredrik Malmberg, Olle Sahlin                                                                   |
| Produktion:                              | Klas Berndal, Nils Gulliksson, Göran Eriksson                                                                 |
| Omslag:                                  | Steven Hägg                                                                                                   |
| Illustrationer:                          | Gary Chalk, Nils Gulliksson, Göran Eriksson                                                                   |
| Speltest och idéer:                      | Mikael Kuniholm, Nils Gulliksson, Stefan Lampinen, Henrik Larsson, Klas Berndal, Marie Jansson, Torben Wahlén |

Combat Cars är ett brädspel som gavs ut 1986 av Äventyrsspel på licens av Games Workshop (vars engelska version av spelet gick under namnet Battlecars). Spelet är för 2-4 spelare, utspelar sig i en postapokalyptisk framtid och går ut på att med sin bepansrade bil försöka besegra de andra spelarna genom att använda olika vapen man valt att utrusta sin bil med vid spelets början. Spelet liknar Car Wars men har enklare regler, tar inte lika lång tid att spela och är samtidigt mindre realistiskt.
Till den engelska förlagan Battlecars kom en expansionsmodul med namnet Battlebikes med regler för motorcyklar. Denna expansion översattes aldrig till svenska.
Mutant 2 innehöll regler för att användas tillsammans med Combat Cars.
Speltidningen Sinkadus publicerade 1987  en del nya regler, samt en kampanj med tre sammanhängande scenarion. De tre är "Shoot-out at Dead Gulch", "Den vilda jakten på kartan" och "Vägkrigaren". De nya reglerna innehåller bland annat regler för nattstrid, brinnande oljefläckar, rökbomber med fördröjd utlösning, rökhandgranater, gevär med kikarsikte med mera.
En känd turnering i Combat Cars är "Bensinångornas festival" som startade redan på 1980-talet[källa behövs].

## Synopsis
Civilisationen har gått under i en ekologisk katastrof orsakad av en marsiansk mikroorganism.
På landsbygden härskar barbariska gäng som färdas i fordon som blev kvar efter katastrofen och strider i blodiga tvekamper om herraväldet över ruinerna.

## Regler
Den modulära spelplanen sätts upp så att det bildas vägar mellan gräsmattorna, husen och träddungarna.
Spelarna väljer var sin bil av fyra möjliga och utrustar dessa med vapen - raketer, eldkastare, granater - och andra försvarsmekanismer som rök, spikar, olja eller minor.
Därefter gäller det för spelarna att slå ut varandra genom att skjuta, krocka, preja eller köra över dem om de tvingas ut ur sina bilar.